# ويكي ويكي وب

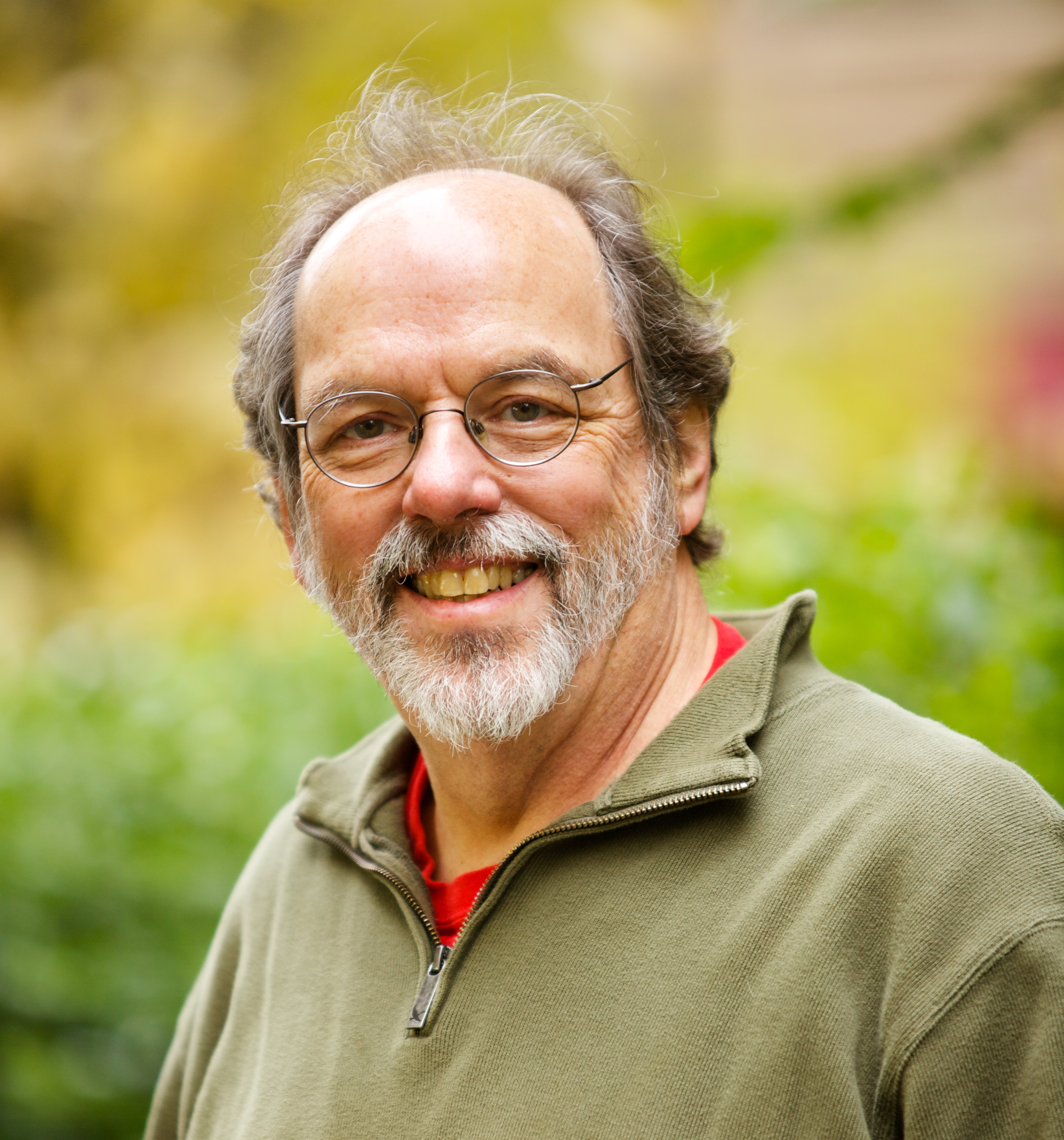

ويكي ويكي وب (بالإنجليزية:  WikiWikiWeb)‏ هو تطبيق معلوماتي يعتبر أول محرك ويكي، اخترعه وارد كانينغهام سنة 1994 ولو كخاصية إضافية، مستودع نمط بورتلاند، والويكي جزء من موقع شركته. وقد اخترع وارد كانينغهام هذه الخاصية لتسهيل تبادل المعلومات بين المبرمجين.
إن مصطلح «ويكي»، الذي يستخدم اليوم لوصف التكنولوجيا التي اعتمدها ويكي ويكي وب، اشتق من اسم الموقع الأول ويكي ويكي وب.في بعض الأحيان يستعمل مصطلح «ويكي ويكي وب» بشكل عام كمرادف للـ«ويكي».كما يستعمل هذا المحرك لغة بيرل في كتابته.